# Сичјовка
Сичјовка (рус. Сычёвка) град је у европском делу Руске Федерације и административни центар Сичјовског рејона смештеног у североисточном делу Смоленске области.
Према процени националне статистичке службе, у граду је 2014. живело 8.212 становника.

## Географија
Град се налази у североисточном делу Смоленске области, у међуречју Вазузе (десне притоке Волге) и њене притоке Лосмине (улива се у Вазузу северно од града). Налази се на око 230 км североисточно од административног центра области, града Смоленска.
Важна је железничка станица на линији Вјазма—Ржев.

## Историја
Територија око данашње Сичјовке помиње се још у Повести минулих лета (почетак XII века) као Вучија шума која је била део Смоленске кнежевине.
Само насеље први пут се помиње тек 1488 године као наследни посед тверског принца Ивана Ивановича Млађег, сина московског кнеза Ивана III Васиљевича. Већ 1493. постаје селом у служби локалног књаза у Вјаземском округу. Службени статус града добија 1776. указом императорке Катарине Велике.

## Становништво
Према подацима са пописа становништва 2010. у граду је живело 8.111 становника, док је према проценама за 2014. град имао 8.212 становника.
| 1897. | 1959. | 1970. | 1979. | 1989. | 2002. | 2010. | 2014. |
| ----- | ----- | ----- | ----- | ----- | ----- | ----- | ----- |
| ---   | ---   | ---   | ---   | 9.643 | 8.683 | 8.111 | 8.212 |